# Oakland Athletics
Oakland Athletics je profesionální baseballový klub z Major League Baseball, patřící do západní divize American League.
Klub byl založen v roce 1901 ve Filadelfii pod jménem Philadelphia Athletics. V roce 1955 se Athletics přestěhovali do Kansas City v Missouri, kde hráli pod jménem Kansas City Athletics a v roce 1968 následně do Oaklandu - od toho roku nosí své dnešní jméno.

## Výsledky
Za svou historii klub celkem patnáctkrát vyhrál American League, z toho devětkrát i následující Světovou sérii:
- Vítězství ve Světové sérii (9): 1910, 1911, 1913, 1929, 1930, 1972, 1973, 1974 a 1989.
- Ostatní vítězství v AL (6): 1902, 1905, 1914, 1931, 1988 a 1990.

## Galerie

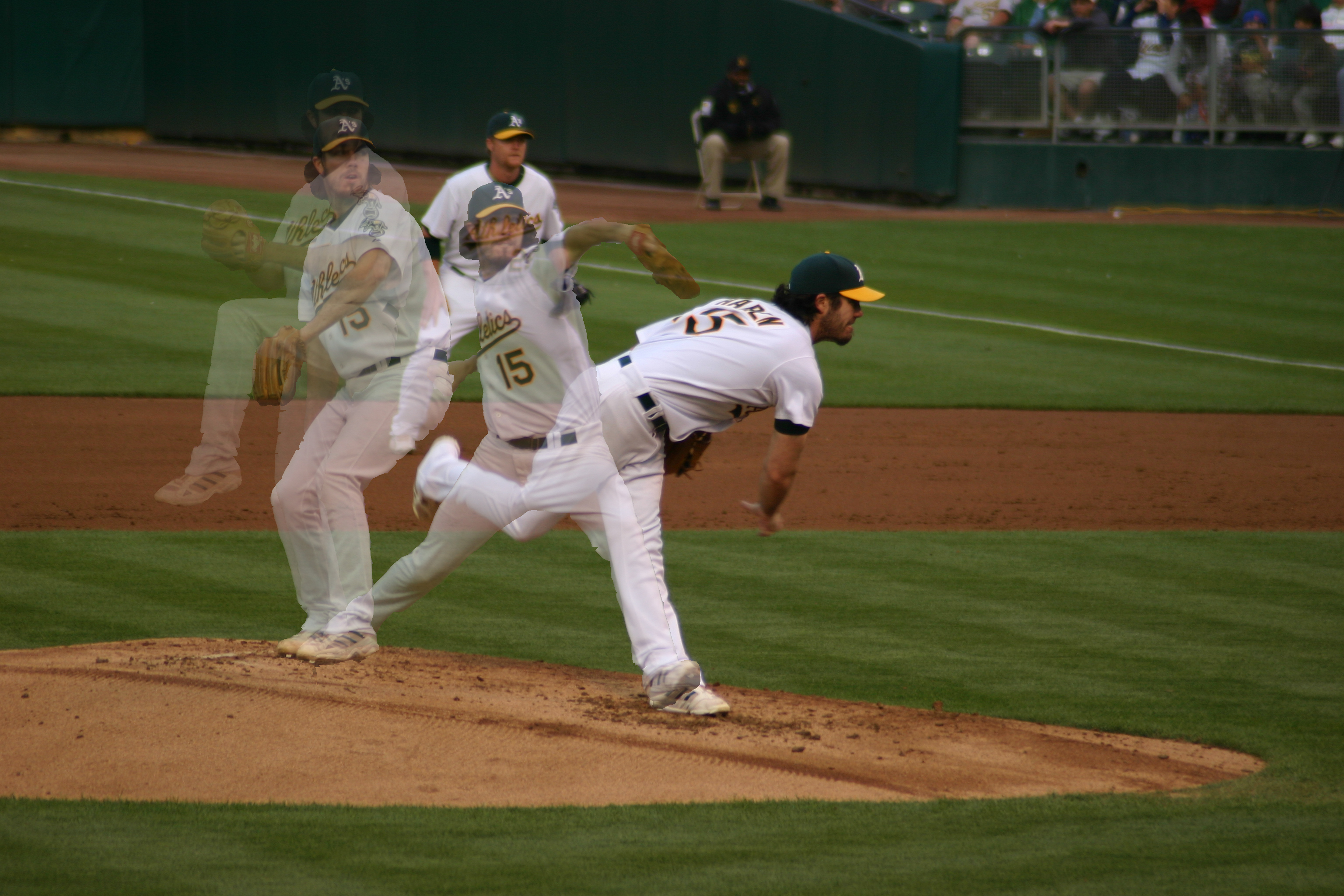
Dan Haren, hráč Oakland Athletics